# Āsīāb Qermez
Āsīāb Qermez (persiska: آسیاب قرمز) är en ort i Iran.   Den ligger i provinsen Kermanshah, i den västra delen av landet, 500 km väster om huvudstaden Teheran. Āsīāb Qermez ligger 597 meter över havet och antalet invånare är 146.
Terrängen runt Āsīāb Qermez är huvudsakligen kuperad, men åt nordväst är den platt. Runt Āsīāb Qermez är det ganska tätbefolkat, med 155 invånare per kvadratkilometer. Närmaste större samhälle är Sarpol-e Z̄ahāb, 4,0 km nordväst om Āsīāb Qermez. Trakten runt Āsīāb Qermez består till största delen av jordbruksmark.